# István István
István István (Sepsiszentgyörgy, 1966. szeptember 12.– ) Ács Alajos-díjas erdélyi magyar színész.

## Életpálya
Szakmai tanulmányait 1986 és 1990 között végezte a Szentgyörgyi István Színművészeti Intézetben, színész szakon. 
1990 és 1994 között a Szatmárnémeti Északi Színház Harag György Társulatának tagja volt. 1994 és 1999 között a temesvári Csiky Gergely Állami Magyar Színház művésze, 1998 és 2003 között a nyírbátori Talán Teátrum vendégművésze volt. 1999-től újra a Harag György Társulat színésze. Tagja a Harag György Társulat művészeti tanácsának.
Főként zenés szerepekben tűnik ki jó énekhangjával. Munkáját a társulat művészeti vezetése 2010-ben Ács Alajos-díjjal jutalmazta. 2014-től a Móricz Zsigmond Színház tagja.

## Szerepei

### A Csíky Gergely Állami Magyar Színháznál
- Bokcsilo (Drzic: Dundo Maroje)
- Sancho (Wasserman: La Mancha Lovagja)
- Báró (Gorkij: A mélyben)
- Kurrah, Fejedelem (Vörösmarty Mihály: Csongor és Tünde)
- Moricet (Feydeau: Az úr vadászik)

### A Szatmárnémeti Északi Színház Harag György Társulatánál
- Toni, halászbárka-tulajdonos (Carlo Goldoni: Chioggiai csetepaté, r. Keresztes Attila)
- II. Bölömbér Kerál, a környék uralkodója (Szilágyi Andor: Leánder és Lenszirom, r. Keresztes Attila)
- Péterfi Obláth Artúr, rendező (Michael Frayn: Veszett fejsze, r. Mohácsi János)
- Kuligin, Fjodor Iljics, tanár, Mása férje (A.P. Csehov: Három nővér, r. Keresztes Attila)
- Bauer Tamás - befektetési tanácsadó (Tasnádi István: Malacbefőtt, r. Tasnádi Csaba)
- valamint (Kálmán Imre: Csárdáskirálynő, r. Keresztes Attila)
- Megyei csendbiztos (Tóth Ede: A falu rossza, r. Csurulya Csongor)
- Dundin professzor (Katajev- Aldobolyi Nagy György: Bolond vasárnap, r. Aldobolyi Nagy György)
- Alezredes (Szabó Magda - Bereményi Géza: Az ajtó, r. Bereményi Géza)
- Zajtay, peleskei nótárius (Gaál József - Darvas Ferenc - Várady Szabolcs - Bognár Róbert: A peleskei nótárius, r. Schlanger András
- Ricsi (Munkácsi Miklós: Mindhalálig Beatles, r. Csurulya Csongor)
- dr. Herald, háziorvos (Ibsen: Légvár Solness építőmester és Ha mi holtak feltámadunk című művei alapján, r. Csurulya Csongor)
- Finache doktor (Georges Feydeau: Bolha a fülbe, r. Árkosi Árpád)
- Carlo, a fivére (Eduardo de Filippo: Belső hangok, r. Alexandre Colpacci)
- A velencei dózse (Shakespeare: A velencei kalmár, r. Parászka Miklós)
- Manuel (Déry Tibor: Képzelt riport egy amerikai popfesztiválról, r. Horányi László)
- konferanszié (Bús Fekete László-Török Rezső-Görög László: Félnótás kabaré szilveszterre avagy a dürrögő gyászhuszár, r. Tóth Páll Miklós)
- Parris tiszteletes (Boszorkányhajsza, Arthur Miller Salemi boszorkányok című színműve nyomán, r. Urai Péter)
- Szilvai Tódor (Szigligeti Ede - Liliomfi, r. Árkosi Árpád)
- Bagoly (Karinthy Frigyes fordítása alapján: Róbert Gida és barátai, r. Márk-Nagy Ágota)
- Sir Henry Percy/ Gadshill (Falstaff, Shakespeare IV Henrik c.színműve alapján, r. Béres László)
- Rádiós (Presser, Sztevanovity - A Padlás, r. Horányi László)
- Pap (Egressy Zoltán - Portugál, r. Lendvai Zoltán)
- szereplők (Móricz Zsigmond: Búzakalász, r. Parászka Miklós)
- Bankár (Szüle Mihály: Egy bolond százat csinál, r. Parászka Miklós)
- Szimeonov (A.P. Csehov: Cseresznyéskert, r. Árkosi Árpád)
- Főszabász (Molnár Ferenc: Egy, kettő, három, r. Parászka Miklós)
- Kovács (Karácsony Benő- Kisfalussy Bálint: Rút kiskacsa, r. Mihalache Andrei)
- Gyabkin (A.P. Csehov - Kiss Csaba: De mi lett a nővel?, r. Venczel Valentin)
- Dömdömdöm (Lázár Ervin: A négyszögletű kerek erdő meséi, r. Márk-Nagy Ágota)
- Giovanni (Vajda Katalin - Fábri Péter: Anconai szerelmesek, r. Mihalache Andrei)
- 1. Venticello (Peter Schaffer: Amadeus, r. Kövesdy István)
- Bökös (Páskándi Géza: László, szent király, r. Parászka Miklós)
- szereplők (Szilveszteri kabaré - Indul az ezred, r. Márk-Nagy Ágota)
- Kocsmáros (R.White: Katonák)
- Dani kacsa (Csukás István-Darvas Ferenc: Ágacska)
- Haver (Spiró György: Csirkefej, Kövesdy István)
- Münchhausen (Csukás István-Bergendy István: Mesélj, Münchhausen)
- Fekete Péter (Eisemann Mihály-Zágon István-Somogyi Gyula: Fekete Péter, r. Koncz István)

## Díja
- 2010 - Ács Alajos-díj